# Habba
Habba, pròpiament un gra, fou una fracció monetària dels àrabs de pes indeterminat. Generalment és considerat 1/60 part d'un danak, que era 1/6 de la unitat, però altres estimacions varien entre 1/48 i 1/72. Per tant, l'habba variava força segons si era el pes de l'or, de la plata, del mithkhal, del dirham, etc. El mithkhal fou la unitat més antiga pel pes del metall preciós (4,5 grams) el que donaria per l'habba primitiva uns 70 o 71 grams que equival al granum, la mesura europea farmacèutica utilitzada fins al segle XX equivalent a 1/5760 d'una lliura.